# Begonia alnifolia
Begonia alnifolia é uma  de Begonia.